# Karl Schulz (Politiker, 1905)
Karl Schulz (* 7. Februar 1905 in Bochum-Weitmar; † 2. Februar 1989 in Bad Berleburg) war ein deutscher Politiker (NSDAP).

Karl Schulz

## Leben

### Bis 1933
Nach dem Besuch der Volksschule und der Ausbildung an einer Präparandenanstalt nahm Schulz im März 1920 mit der Marine-Brigade Ehrhardt am Kapp-Putsch teil. Weiter war Schulz Mitglied der Organisation Consul. Im gleichen Jahr trat Schulz in den Arischen Bund, den Allgemeinen Knappschaftsverein zu Bochum und die Germanische Glaubens-Gemeinschaft ein.
Am 11. September 1923 schloss Schulz sich der NSDAP an. 1924 trat Schulz in den Dienst der Schutzpolizei. Ein Jahr später beteiligte er sich im Rahmen der Neugründung der NSDAP an der Gründung der NSDAP-Ortsgruppe in Hamm und wurde dort SA-Führer. 1927 übernahm er die Leitung der Ortsgruppe der NSDAP in Iserlohn. Später wurde er Mitglied der Sturmabteilung (SA), in der er 1929 Sturmführer in Dortmund wurde. 1927 wurde Schulz von der Polizeiverwaltung aus unbekannten Gründen nach Iserlohn strafversetzt. Dort beteiligte er sich am Aufbau der NSDAP-Ortsgruppe und war bis 1929 Ortsgruppenleiter. Am 1. Januar 1929 wurde er zum SA-Sturmführer ernannt. Im gleichen Jahr wurde er erneut strafversetzt, diesmal nach Derne.
Schulz wurde nach dem Eintritt in die SS (Nr. 15.838) am 6. November 1931 als SS-Anwärter mehrmals befördert: 12. Januar 1932 SS-Mann, 12. Januar 1932 SS-Truppführer, 24. März 1932 SS-Sturmführer, 24. August 1932 SS-Sturmhauptführer. Während dieses Aufstieges in der SS wurde Schulz am 30. Juni 1932 aus der Schutzpolizei entlassen – vorangegangen war eine Beurlaubung während eines gegen ihn angestrengten Hochverratsverfahrens.

### Zeit des Nationalsozialismus
Das Verfahren wegen Hochverrats wurde 1933 niedergeschlagen. Am 20. April 1933 wurde Schulz SS-Sturmbannführer, am 9. November 1933 SS-Obersturmbannführer. Ab dem 16. August 1933 bis 1. März 1934 war er Führer (m. d. F. b.) der SS-Standarte 19 »Westfalen-Nord« (Gelsenkirchen-Rotthausen).
Schulz war von November 1933 bis zum März 1936 Abgeordneter im nationalsozialistischen Reichstag.
Vom 1. März 1934 bis 4. April 1934 war er Führer (m. d. F. b.) der SS-Standarte 56 »Franken« (Bamberg) und vom 4. April bis 29. Juni 1934 Führer in der SS-Führerschule Gelsenkirchen. Am 29. Juni 1934 wurde Schulz vom SS-Dienst beurlaubt und am 12. Februar 1935 erhielt er einen förmlichen Verweis durch den Reichsführer SS Heinrich Himmler wegen »Verschuldung, Veruntreuung und Ungehorsams«.
Von 1935 bis 1939 war Schulz hauptamtlicher Gauinspekteur der Gauleitung Westfalen-Nord der NSDAP (Münster). Am 29. Juli 1935 stellte Schulz einen Antrag auf Entlassung aus der SS, um einem Ausschluss zuvorzukommen, dem am 5. August 1935 stattgegeben wurde. Ab 1. Juni 1936 bis zum 8. August 1940 betätigte Schulz sich als ehrenamtlicher Führer der Bezirksgruppe Westfalen-Nordwest des Reichsluftschutzbunds, dort zuletzt als Luftschutz-Oberführer.
Nach zwei Jahren wurde Schulz am 1. Mai 1937 in die Allgemeine SS mit seiner alten Mitgliedsnummer Nr. 15.838 und seinem alten Rang als SS-Obersturmbannführer (mit Patent vom 9. November 1933) wieder aufgenommen. Vom 25. Januar bis zum 1. September 1938 war Schulz ehrenamtlicher Sportreferent des SS-Abschnitts XVII. Anfang 1938 wurde er in einer Aufstellung zur Wahl des Reichstages genannt (Melcherstr. 38 in Münster). Sein damaliger Rang laut Listennennung war SS-Oberführer.
Ab 1939 war er hauptberuflich im Hauptamt Volksdeutsche Mittelstelle tätig, 1940–1944 Einsatzführer und Stellvertretender Leiter des Einsatzstabs Litzmannstadt (Ghetto Litzmannstadt) des Hauptamts Volksdeutsche Mittelstelle. Im Juli 1941 erfolgte seine Einberufung zur SS-Kavallerie-Ersatz-Abteilung als SS-Reiter d.R. der Waffen-SS, kommandiert zum Hauptamt Volksdeutsche Mittelstelle. Am 23. November 1942 Einberufung zur Waffen-SS als SS-Schütze d.R., Ernennung am 1. Dezember 1942 zum SS-Unterscharführer d.R der Waffen-SS, 10. Dezember 1942 Zugtruppführer bzw. Kompanietruppführer in der 2. Kompanie des SS-Polizei-Grenadier-Regiments 2. Ein weiteres Ermittlungsverfahren wegen Betrugsversuch wurde am 23. April 1943 eingestellt. Bis November 1943 war er der 7. Stammkompanie des SS-Panzer-Grenadier-Ausbildungs- und Ersatz-Bataillons 4 zugeteilt, danach wurde er zur Stabskompanie der Waffen-SS beim Hauptamt Volksdeutsche Mittelstelle versetzt.

### Nach 1945
Nach dem Krieg war Schulz Mitglied der SRP (Sozialistische Reichspartei) bis zu deren Verbot 1952.
Schulz starb kurz vor Vollendung des 84. Lebensjahres ab 2. Februar 1989 im südwestfälischen Bad Berleburg.